# آوندتنان
آوندتنان (نام علمی: Cypselosomatidae) نام یک تیره از فروراسته مگس‌خانگی‌شکلان است.